# Ulica Legionów Józefa Piłsudskiego w Krakowie
Ulica Legionów Józefa Piłsudskiego – ulica w Krakowie, w dzielnicy XIII Podgórze, w Podgórzu. Biegnie od Mostu Józefa Piłsudskiego, dokładnie od skrzyżowania z ulicami Karola Rollego i Przy Moście w kierunku południowo-wschodnim, do skrzyżowania z ulicą Kalwaryjską i następnie po wschodniej stronie placu Niepodległości do ulicy Jana Zamoyskiego.

## Historia
Ulica została wytyczona pod koniec XIX wieku w granicach ówcześnie samodzielnego miasta Podgórza. W połowie lat 30. XX wieku uzyskała obecny kształt w związku z budową Mostu Piłsudskiego.
Ulica wielokrotnie na przestrzeni lat zmieniała nazwę. Od momentu powstania do 1917 roku nosiła nazwę 3 Maja. Po włączeniu Podgórza w granice Krakowa uzyskała nazwę ulicy Legionów. W 1940 roku w realiach okupacji hitlerowskiej arterii nadano nazwę Brückenstraße. W 1945 roku wrócono do przedwojennej nazwy ulicy Legionów. W 1951 ulicę nazwano imieniem Zygmunta Wróblewskiego. W latach 1959–1990 dwa odcinki ulicy posiadały odmienne nazwy: odcinek między ulicą Rollego a Kalwaryjską nosił imię Stanisława Cekiery, z kolei odcinek od ulicy Kalwaryjskiej do Zamojskiego – Antoniego Stawarza. W 1990 roku po raz kolejny wrócono do nazwy ulicy Legionów, rok później natomiast – 1991 – przyjęto nazwę obowiązującą obecnie, odnoszącą się w sposób ścisły do formacji wojskowej Legionów Polskich zawiązanych w 1914 roku pod przywództwem Józefa Piłsudskiego.
W 2004 roku dokonano modernizacji linii tramwajowej prowadzącej w ciągu ulicy.

## Zabudowa
Zabudowę ulicy stanowią po stronie wschodniej dwupiętrowe kamienice czynszowe wzniesione w większości pod koniec XIX wieku w stylu historyzującym. Po stronie zachodniej zabudowa wzdłuż ulicy jest mniej zwarta. W narożu z ulicą Sokolską znajduje się zabytkowy gmach dawnej Szkoły Podstawowej Męskiej nr 24 im. Tadeusza Kościuszki wzniesiony w stylu historyzującym w 1881 roku. Od 2011 roku mieści on siedzibę główną Centrum Kultury Podgórza. Przy skrzyżowaniu z ulicą Kalwaryjską znajdował się dawniej budynek podgórskiej hali targowej pochodzący z końca XIX wieku. Został on rozebrany ok. 1933 roku w związku z budową wjazdu na Most Piłsudskiego w ciągu przeregulowanej ulicy Legionów. 
- ul. Legionów Piłsudskiego 3 – Kamienica w stylu eklektycznym. Wzniesiona w roku 1893.
- ul. Legionów Piłsudskiego 5 – Kamienica w stylu eklektycznym. Wzniesiona w roku 1897.
- ul. Legionów Piłsudskiego 7 – Kamienica w stylu historyzującym. Wzniesiona w roku 1896.
- ul. Legionów Piłsudskiego 9 – Kamienica w stylu historyzującym. Projektował Stanisław Serkowski, 1891.
- ul. Legionów Piłsudskiego 11 – Kamienica w stylu historyzującym. Wzniesiona w roku 1897.
- ul. Legionów Piłsudskiego 13 (ul. Kalwaryjska 8) – Zabytkowa kamienica. Wzniesiona w roku 1894.
- ul. Legionów Piłsudskiego 15 (ul. Kalwaryjska 7) – Zabytkowa kamienica. Wzniesiona po 1900.
- ul. Legionów Piłsudskiego 17 – Kamienica w stylu historyzującym. Wzniesiona ok. 1897.
- ul. Legionów Piłsudskiego 21 – Kamienica w stylu historyzującym. Wzniesiona przed 1900.

## Galeria

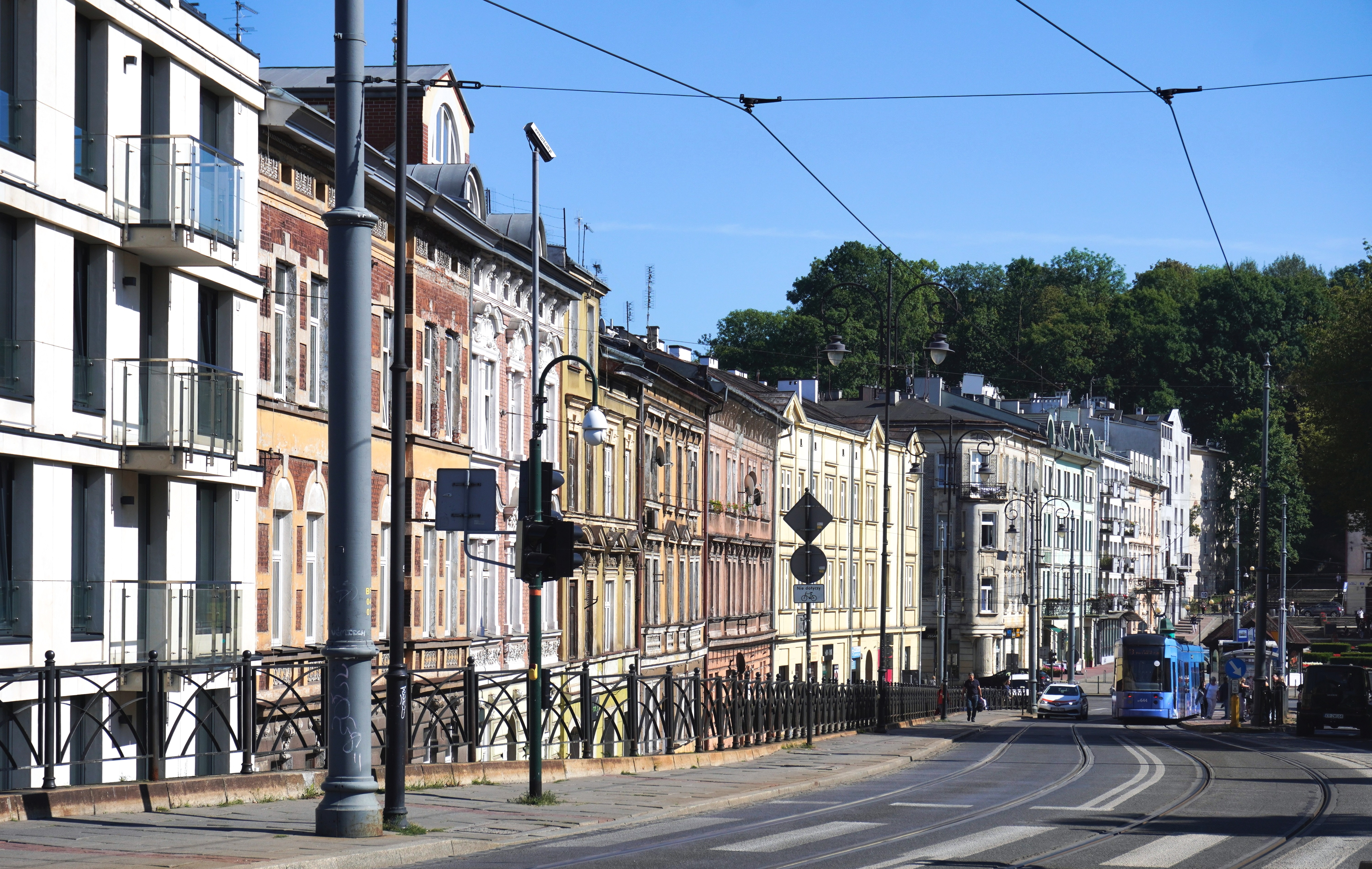
Widok od północnego zachodu, od skrzyżowania z ul. Karola Rollego
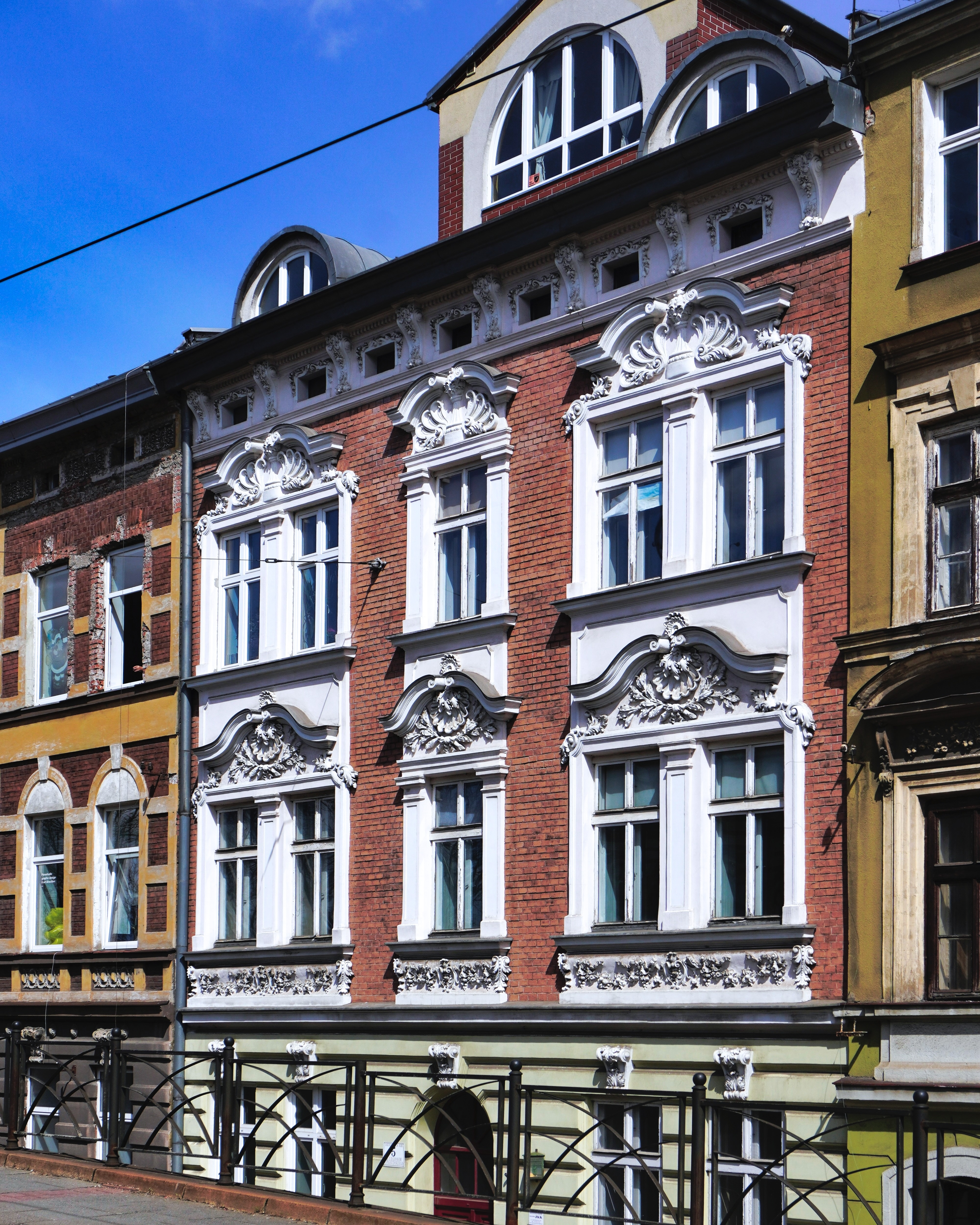
ul. Legionów Piłsudskiego 5 Kamienica (1897)
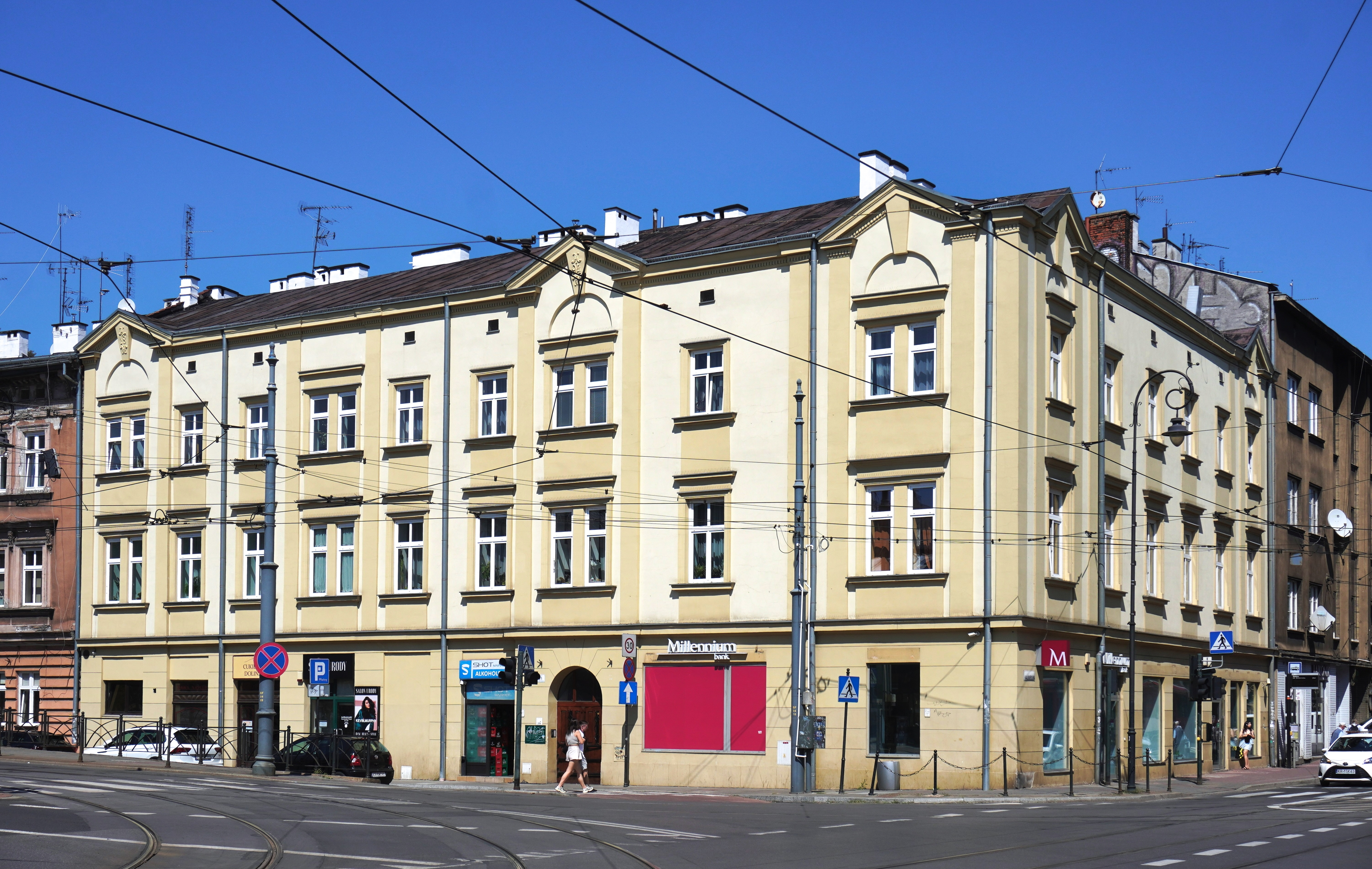
ul. Legionów Piłsudskiego 13 (ul. Kalwaryjska 8) Kamienica (1894)
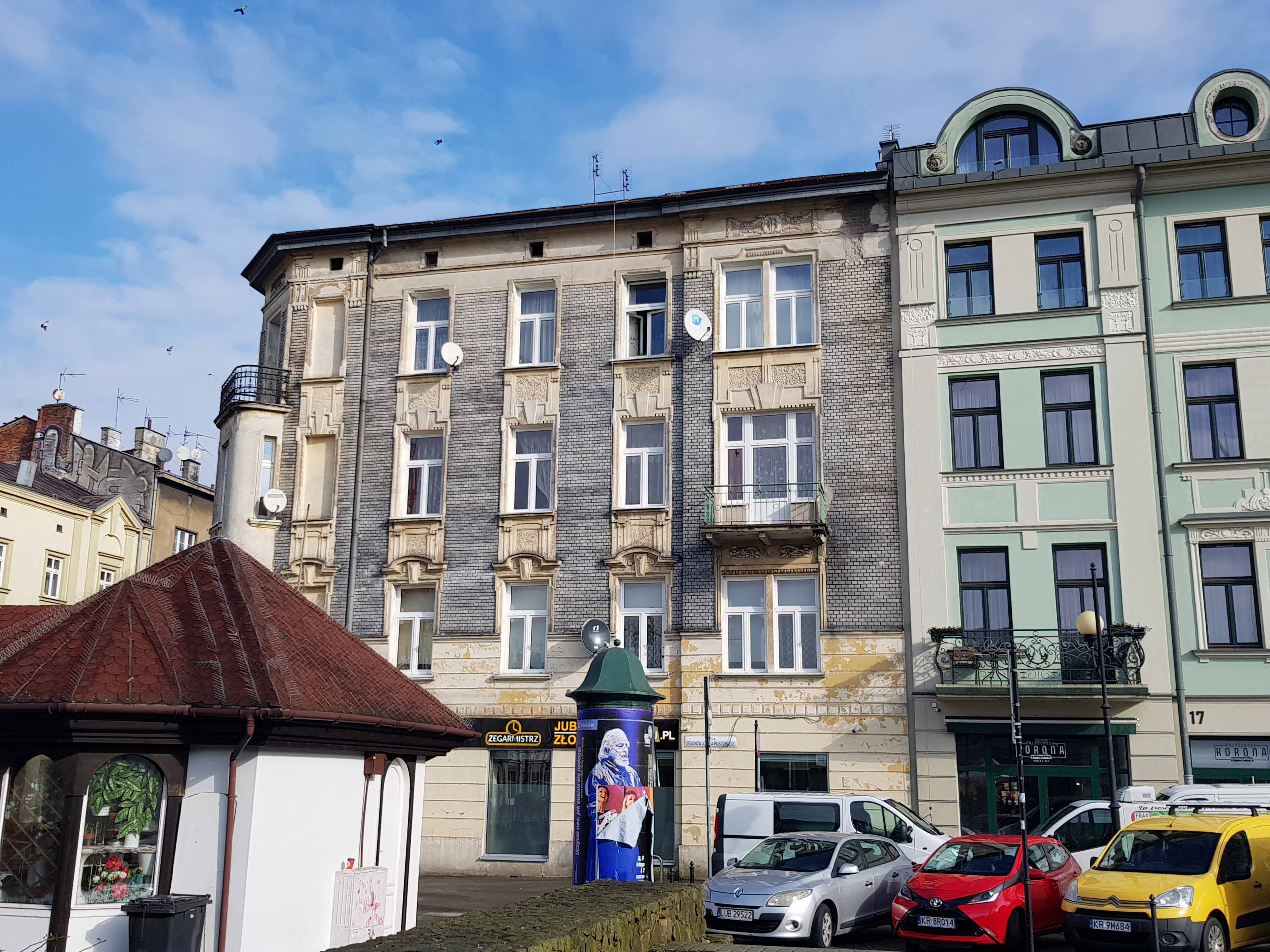
ul. Legionów Józefa Piłsudskiego 15 (1900)
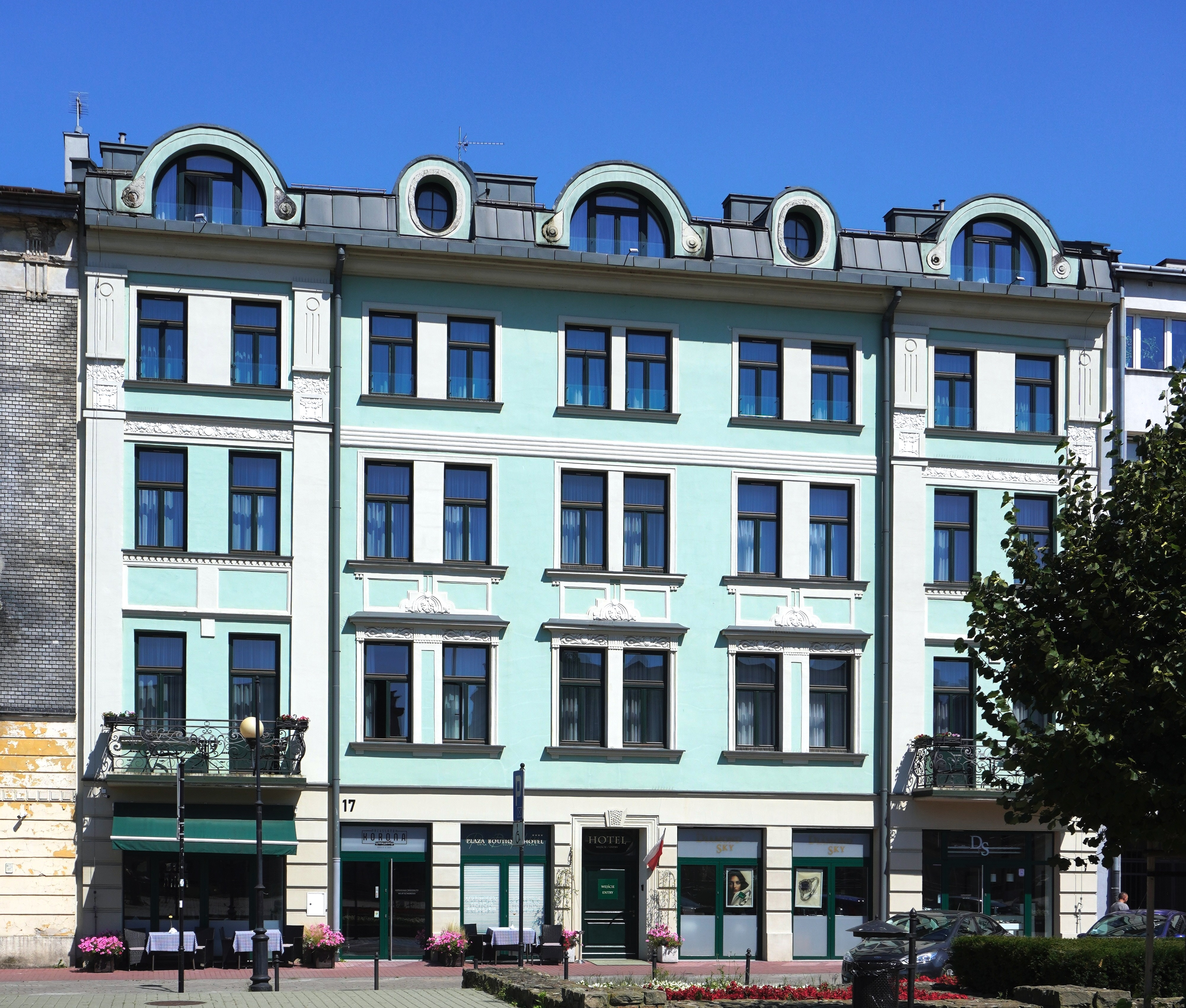
ul. Legionów Piłsudskiego 17 Kamienica (ok. 1897)
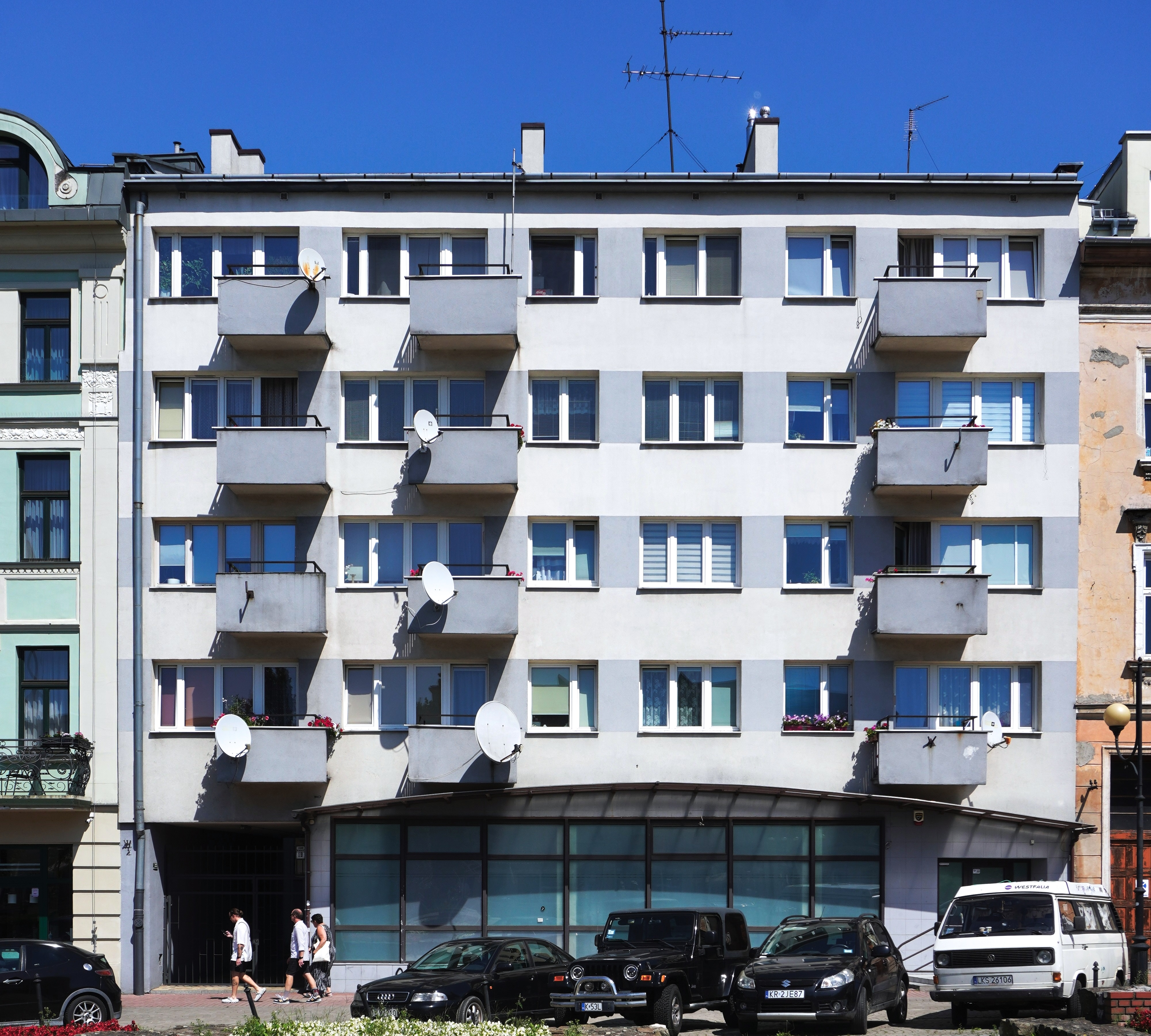
ul. Legionów Piłsudskiego 19 Kamienica
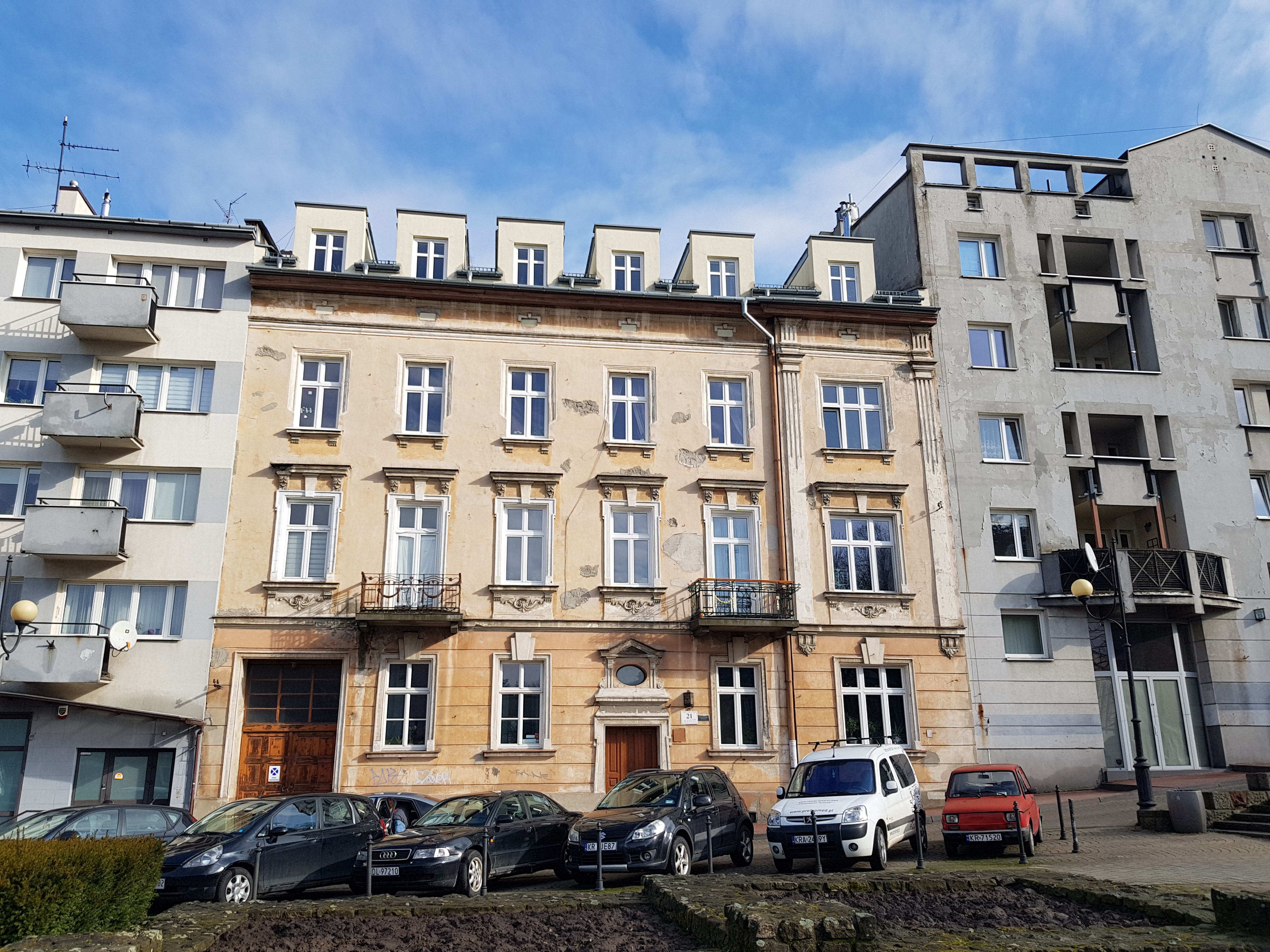
Kamienica, ul. Legionów Józefa Piłsudskiego 21 (1900)